# Шупикова, Любовь Ивановна
Любо́вь Ива́новна Шу́пикова (урождённая ― Белая) ― свинарка колхоза «Решительный» Новозыбковского района Брянской области, Герой Социалистического труда (1966).

## Биография
Любовь Ивановна Шупикова родилась в январе 1941 года на территории Старобобовичского сельсовета Новозыбковского района Брянской области. По национальности ― русская.
Отец её Иван Белый с началом Великой Отечественной войны был призван первые же дни и погиб на фронте. Люба с детского возраста помогала матери – Марии Дмитриевне, работавшей дояркой на колхозной ферме. Любовь Белая (в девичестве), после окончания сельской школы, начала трудовую деятельность в 1956 году учётчицей на лугомелиоративной станции в соседнем селе Старые Бобовичи, но через шесть месяцев перешла работать свинаркой местного колхоза «Решительный» Новозыбковского района.
Любовь Шупикова первой в колхозе перевела свиноматок на туровой опорос. Также она добилась, чтобы у неё в группе были установлены боксы для электрообогрева поросят. Шупикова первая начала применять минеральную подкормку и антибиотики. Это дало результаты, например, если в первый год работы на ферме от каждой из 20 закреплённых свиноматок она получала по 12 поросят, то в 1965 году 22,5 – 22,8 поросёнка в среднем от основной и по 7 – 8 поросят от разовой свиноматки, что было передовым показателем для Брянщины.
22 марта 1966 года Указом Президиума Верховного Совета СССР за достигнутые успехи в развитии животноводства, увеличении производства и заготовок мяса, молока, яиц, шерсти и другой продукции Любовь Ивановна  Шупикова была удостоена звания «Герой Социалистического Труда» с вручением Ордена Ленина и Золотой медали «Серп и Молот».
В 1969 году Лубовь Шупикова поступила в зоотехнический техникум при Брянском опытно-показательном хозяйстве, окончив его в 1972 году она перешла работать зоотехником в Калининскую область. Член партии с 1962 года, избиралась членом Брянского обкома КПСС. Награждена Орденом Ленина (22.03.1966) и медалями.
Шупикова проживала в посёлке Граничный Фировского района Калининской (с 1990 года – Тверской) области.